# Richard Busch
Richard Karl Busch (* 30. Juli 1902 in Priebus; † 27. August 1967 in Berlin) war ein deutscher Dialogbuchautor, Dialogregisseur sowie Drehbuchautor, Liedtexter und Regisseur.

## Leben und Wirken
Der Sohn des Werkführers August Busch und dessen Frau Auguste, geb. Schneider, erlernte zunächst den Beruf eines Schauspielers und Sängers. Ab den 1930er Jahren war er als Dialogbuchautor, Liedtexter und Drehbuchautor tätig. So schrieb er beispielsweise die Liedtexte für Schloß Hubertus oder zusammen mit Robert Liebmann und Friedrich Hollaender für Stürme der Leidenschaft. Im Synchron arbeitete er ab den 1930er Jahren häufig mit dem Dialogregisseur Reinhard W. Noack zusammen, so bearbeitete er mit diesem unter anderem die Shirley-Temple-Filme Heidi und Rekrut Willie Winkie. In den 1940er Jahren schrieb Busch während der NS-Zeit für die in Paris sitzende Continental Films Dialogbücher für deutsche Synchronfassungen. Auch nach dem Krieg blieb Busch in seinen Berufen tätig. So schrieb er unter anderem das Drehbuch für den Film Großstadtgeheimnis und führte 1955 zweimal Regie.
Von 1929 bis zu seinem Tod war Richard Busch mit der Schauspielerin Blanda Wichmann verheiratet. Er starb 1967 in Berlin-Wilmersdorf.

## Filmografie

### Liedtexte
- 1931/1932: Stürme der Leidenschaft
- 1933: Kleiner Mann – was nun?
- 1934: … heute Abend bei mir!
- 1934: Die Freundin eines großen Mannes
- 1934: Die Liebe siegt
- 1934: Schloß Hubertus
- 1935: Frischer Wind aus Kanada
- 1937: Das schöne Fräulein Schragg
- 1937: Der Mann, der Sherlock Holmes war
- 1939: Frau am Steuer
- 1940: Casanova heiratet
- 1940: Liebesschule
- 1941: Kopf hoch, Johannes!
- 1950: Die Jungen von Kranichsee

### Drehbuch
- 1936: Stülke und Lehmann
- 1952: Großstadtgeheimnis

### Regie
- 1955: Ach, wenn ich doch ein Vogel wär’
- 1955: Lebensfreude – Lebensangst

## Synchronarbeiten (Auswahl)

### Arbeiten in der Vor- und Kriegszeit

#### Dialogbuch
- 1933: Hauptmann Sorrell und sein Sohn (Deutsche Fassung: 1935)
- 1935: Unter falschem Verdacht (DF: 1936)
- 1936: Die Botschaft an Garcia (DF: 1936)
- 1937: Heidi (DF: 1938)
- 1937: Rekrut Willie Winkie (DF: 1937)
- 1939: Hinter Haremsgittern (DF: 1940)
- 1942: Der Goldene Schmetterling (DF: 1941[7])
- 1941: Ihr erstes Rendezvous (DF: 1941[8])
- 1941: Kinder vor der Ehe (DF: 1942)
- 1942: Annette und die blonde Dame (DF: 1943)
- 1942: Liebe im Süden (DF: 1943[9])

#### Liedtexte
- 1933: Fräulein Josette – meine Frau (DF: 1935)

### Arbeiten in der Nachkriegszeit

#### Dialogbuch
- 1935: Der Untergang von Pompeji (DF: 1949[10])
- 1935: Ich tanz’ mich in dein Herz hinein (DF: 1950[11])
- 1940: Das Haus der sieben Sünden (DF: 1949[12])
- 1941: Carioca (DF: 1950)
- 1941: Mädchen im Rampenlicht (DF: 1948)
- 1947: Das Doppelleben des Herrn Mitty (DF: 1952[13])
- 1947: Die Todesreiter von Kansas (DF: 1949)
- 1947: So einfach ist die Liebe nicht (DF: 1949[14])
- 1948: Bis zum letzten Mann (DF: 1953[15])
- 1949: Das unheimliche Fenster (DF: 1950[16])
- 1949: Der Teufelshauptmann (DF: 1953[17])
- 1949: Panik um King Kong (DF: 1950[18])
- 1953: Der unheimliche Untermieter (DF: 1954[19])
- 1953: Im Schatten des Korsen (DF: 1954[20])

#### Dialogregie
- 1941: Mädchen im Rampenlicht (DF: 1948)
- 1948: Bis zum letzten Mann (DF: 1953[15])
- 1953: Der unheimliche Untermieter (DF: 1954[19])
- 1953: Im Schatten des Korsen (DF: 1954[20])